# BUYUDEN
『BUYUDEN』（武勇伝、ぶゆうでん）は、満田拓也による日本の漫画。『週刊少年サンデー』（小学館）2011年16号から2014年9号にかけて連載された。
大人気漫画となった『MAJOR』の連載終了から、約半年後に連載開始され3年間ほど連載されたが、最終的に打ち切りとなって最後は駆け足でのストーリー展開となった。

## 概要
恵まれた才能を持ちながら退屈感を抱いていた主人公が、転校生の少女の影響でボクシングの世界に傾倒していく姿を描いた作品。
漫画研究家の岩下朋世は「『理想とする存在の喪失経験を主人公に課し、競技に関わる上での動機づけにする』というスポーツ漫画の伝統を踏まえ、ヒロイン役の少女に「夢を喪失した存在」と「ヒロイン」という二重の意味を背負わせるという形で、従来の手法を再構築している」と評している。

## ストーリー
小学生編
小学6年生の武勇はイケメン、秀才、スポーツ万能と三拍子そろった少年。なんでも簡単に一番になれてしまう日常に退屈していたが、転校生のボクシング少女・要萌花と出会ったことでボクシングに興味を持ち、本格的にジムに通いボクシングの世界に踏み込んでいき、変わり始める。
その後、ボクシングジムを実家にもつ星豹馬と出会い、彼の一家の協力もあって勇は豹馬と萌花とそのジムに通う亘の四人でボクシング大会に参加することになる。だが、その大会で萌花が片目を負傷してしまい、二度とボクシングは出来なくなってしまう。
中学編
大会での怪我でボクシングを諦めることを余儀なくされ、中学進学と共に勇からもボクシングからも距離を置くようになって3年、すっかり太ってしまい、中学3年生になった萌花はある日勇と再会する。既にボクシングをやめていたと思っていた勇は、陰ながら努力を続け、着々とプロボクサーへの道を歩んでいたのだった。
ある日、勇は街中で殴られ屋のバイトをしているボクサーの剣に出会い、その圧倒的な実力差にショックを受けると同時に、さらなる高みを目指すべく剣が特待生として進学予定のボクシングの名門校・誠堂館への進学を希望するようになる。
高校生編
父親がリストラされたために経済的に家が困窮し、希望していた誠堂館に進むことが出来なくなった勇は、公立高校であるけやき台高校に進学する。しかし同じくけやき台に進学した萌花の「ボクシング部設立」という提案を受け、早速部員集めに奔走する。
そんな彼らの前に現れたのは、不良と化した亘だった。紆余曲折して彼を更生させた勇は、中学時代からの同級生である呉、先輩の不良生徒・東と青木、マネージャーの瑠奈を仲間に加え、ボクシング部としての活動を開始する。
誠堂館が主催する夏季ボクシング合宿に参加したけやき台高校は、初参加ながら予想外の活躍を見せる。

## 登場人物
本作の登場人物で名前が判明している人物（特にボクシング関係者）の多くは名字が漢字一文字になっている。

### 主要人物
武勇（たけ いさむ）
本作の主人公で、イケメン、秀才、スポーツ万能と三拍子揃った少年。何でも簡単に一番になれてしまう日常に退屈して冷めた目していたが、後に転校してきた萌花に一目惚れしたことをきっかけにボクシングを始めたが、次第に才能を開花させていき、ボクシングにのめり込んで行く。
中学生編では水泳部に所属し、生徒会長にもなるが、後に通りかかった時に不良に絡まれている萌花（この時は太っていたために当初は気づかなかった）と呉を助ける。その後、街中で「殴られ屋」をしていた剣と出会い、彼と戦うも圧倒的な実力差を見せつけられて敗北した。敗北後は自身の素質を見抜いた剣の紹介で名門校である誠堂館への進学を決意し、出稽古に通い続けた結果として同校のボクシング部員とも互角に渡り合う程までに成長するが、父親がリストラに遭って生活に困窮したことで家も手放すことになってしまい、誠堂館進学は断念し公立のけやき台高校に進学することになる。
高校生編では萌花が創立したボクシング部に入部し、そこで努力を積んだ末に今まで以上の強さを身に付けていき、遂には剣とも互角に戦える程の強さを手に入れた。その後、最終回ではボクシングでチャンピオンになったら萌花に告白することを決意し、その事を彼女に伝える。
要萌花（かなめ もか）
関西より勇の小学校に転校してきた少女。学業も全国学力テスト98位と勇より優秀で、それを知った勇からは恐れられている部分もある。また、元ボクサーである亡き父親の姿に憧れてボクシングをしており、それ故に中学生の不良グループ5人を返り討ちにする程に腕っ節が強いが、一方では父親の死によるトラウマからお互いに激しく打ち合うようなボクシングには否定的な態度を示しており、アウトボクサースタイルを徹底している。勇と共に豹馬のボクシングジムに入会するも全国大会にて左目に網膜剥離を発症し、ボクシングの夢を断念する。
中学生編では女子中に通っており、ボクシングを辞めたことによるストレスから過食症に陥ってぽっちゃり体型となるが、それでもソフトボール部でキャッチャーを務めて奮闘する。その後、最後の大会で敗北し、一勝も出来ないまま引退するが、その大会の帰りに成長した勇や豹馬と再会する。その後は彼らを支えるためにダイエットも兼ねて再度ボクシングに関わることを決意し、勇と同じけやき台高校に進学する。
高校生編では校長に掛け合ってボクシング部を創立し、部員集めから裏方まで奮闘する。その後、最終回では勇の決意（ボクシングでチャンピオンになったら自身に告白する事）を聞かされたことでダイエットに一層励むことを改めて決意する。

### スタージム関係者
星豹真（ほし ひょうま）
勇の同級生。父親がボクシングジムを経営しており、幼い頃からボクシングの英才教育を施されてきたが、ボクシング漬けの日々や実戦でのハードさに嫌気が差してしまい、遂には大会で敗退してしまったことをきっかけに辞めてしまう。その後は萌花に出会ったことで再びボクシングを始める。その後、全国大会にて亘と対戦し、結果的に敗北するも亘からダウンを奪うなどの善戦を見せた。
中学生編では父親の突然死によりジムは閉鎖されるが、自宅を売ってジムで暮らしており、勇と二人でボクシングを続ける。その後、秋の新人戦に西田工業の代表として出場し、2回戦で勇と対戦するも敗退した。
星明奈（ほし あきな）
豹馬の姉で、バンタム級のプロボクサー。父親のジムでトレーナーを兼任しており、それ故に父親と同じようにボクシングに対しては厳しい面も持っているが、反面では弟である豹真を本気で心配するなどの優しい一面もある。また、色黒にボクシングをやっていることからスタイルも良く、その体系を見た勇からは「いい大胸筋」や「お美しくてナイスバデー」と評されている。かつてはバスケットボールをしていたが、高校の時に怪我によるドクターストップで道を閉ざされた事からボクシングに転向する（それまでは毛嫌いしていた）。その後、ジムに入会した萌花と勇の面倒を見る。
中学生編からは父親の突然死によって閉鎖したジムの再建のために自ら会長を引き継ぐ話を進める（また、高校生編ではセリフはないが、1コマだけ登場する）。
会長（かいちょう）
スタージムの会長で、星姉弟の父親。亘を更生させてボクシングを教えており、後に入門した勇と萌花の面倒も見ていたが、萌花がジムを辞めた後はくも膜下出血で急逝する。
亘春海（わたり はるみ）
スタージムに通う少年。幼くして両親を失い、施設育ちで荒れた生活を送っていたが、会長との出会いでボクシングに目覚めてメキメキと頭角を現し、小5で全国大会準優勝を、小6で念願の全国制覇を果たす。その後、豹真のことを軽く見ていたが、全国大会での対戦以降は認めるようになる。その後は狭心症を患っていることが発覚し、自身を気遣った会長にボクシングを止めるように言われたことで突き放されてしまうが、その真意を伝える前に会長は他界してしまい、ジムを去ってからは不良少年に逆戻りする。
高校生編でけやき台高校に進学して勇達と再会したが、後に会長の真意を知って更生し、薬の常備という制限が付きながらも再度ボクシングと真摯に向き合うためにボクシング部に入部する。

### けやき台高校
呉悠之介（くれ ゆうのすけ）
勇と同じ中学に通う少年。非常に弱気な性格で、臆病であり、勇とは中学3年の時に不良に絡まれていたところを助けられるまでは面識が無く、またスポーツが大の苦手だったが、港にカツアゲに遭っていたところを助けられて以来は萌花のことが気になっている。また、ボサボサ頭で、眼鏡を掛けているが、ボクシングの才能に関しては練習試合でKO勝ちを決めており、勇に「意外とボクシングが向いている」と評されている。高校生編では勇や萌花と同じくけやき台に入学し、相変わらずに萌花に片想いしているが、ボクシング部を設立しようと奮闘する二人に振り回され、とてもついて行けないと嘆きながらも力になれるならと思って協力する。その後、練習中に熱中症で倒れた際には勇や萌花と親しい友人になりたかったことや運動音痴に対する劣等感を吐露して退部しようと思ったが、二人の気遣いにより思い留まり、部に残ることを決意する。
東涼介（あずま りょうすけ）
度入りのサングラスを掛けた不良生徒で、不良グループ「東会」のボス。精力的にボクシングに打ち込んでおり、調子に乗りやすい面こそがあるが、努力的な面もあって順調に実力を上昇させている。亘の挑発によって殴り合いになるも敗北し、直後に彼の誘いで子分共々ボクシング部に入部する。その後、子分達が相次いで辞めたことで東会を解散させ、先輩の中で一人だけ部に残る。
青木（あおき）
東の友人。亘に殴られて大怪我を負い、東と共にボクシング部に入部するも退部した。その後、部に残った東への怒りから部室荒らしを行い、犯行がばれた後は東に訣別され、更には中森や下川ともケンカ別れし、街で不良とケンカして重傷を負うなどの完全に孤立してしまうが、入院中に見舞いに来た東のボクシングへの思いを知って和解し、更には東と勇に部室荒らしの件を許されたことで再入部する。
轟瑠奈（とどろき るな）
勇達と同級生である少女。明るい性格で、誰にも礼儀正しく接するが、一方では少々思い込みが激しく、間の抜けた所がある。また、ボクシングへの興味はないが、恋愛にはしたたかであり、勇のことを密かに狙っている。勇を口説き落とすためにマネージャーとしてボクシング部に入部し、あらゆる手段で勇への接近を試みるが、その最中に萌花もまた勇を想っていることを知り、彼女を一方的に恋敵として認識する。県大会終了後は勇から身を引いたために片想いに終わる。
水戸奈津子（みと なつこ）
女性教師。運動は苦手で、ボクシングのことは知らない。勇と萌花に説得されてボクシング部の顧問となり、当初は新人時代にいじめを受けたトラウマから東達不良生徒のことを怖れていたが、後に亘や校長の説得で思い直し、改めて生徒と向き合うことを決意する。
中森（なかもり）
東の元子分。亘によって返り討ちにされ、後に彼の説得を受けてボクシング部に入部するが、結局は青木や下川と共に退部した。その後、東のボクシングへの思いを感じ取ったことで部室を荒らそうと考える青木に反発し、最終的には下川と共に部室荒らしの犯人が青木であることを勇達に密告する。
下川（しもかわ）
東の元子分。亘に殴られて大怪我を負い、後に彼の説得を受けてボクシング部に入部するが、結局は退部した。その後は西田工業の不良にコンビニで絡まれたが、その場に居合わせた東に助けられ、その際に東の優しさに改めて触れたことやボクシングへの思いを感じ取ったことで部室荒らしを考える青木に反発し、最終的には部室荒らしの犯人が青木であることを勇達に密告する。
港（みなと）
幼少の頃から呉をいじめていた不良生徒。出っ歯が特徴。残忍且つ卑劣な性格で、ボクシングをやっている哲也の強さを盾にして威張り散らしたり、倒れた萌花を堂々と足蹴りにしたり、すぐにカッターナイフを向けたり、他者を罵倒したり、過激な発言などをしているが、それ故に勇からは「ザコ星人」と呼ばれている。呉に絡むが、直後に現れた勇によって返り討ちにされる。その後、けやき台に入学し、そこでも同じく入学した呉に絡むが、直後に勇と萌花も入学していたことを知り、二人に対して復讐を目論む。その後は亘に蹴られて負傷し、復讐の相手を亘とみなして東達に依頼するが、東の手下である青木達が亘によって返り討ちに遭う様子を見たことで恐怖の余りにその場から逃走し、以降は登場しないで終わる。

### 誠堂館高校
剣隼人（つるぎ はやと）
全国大会55kg級2年連続優勝の実力を持つ勇達と同年齢のボクサー。中学3年時は覆面の殴られ屋「ハヤブサ仮面」として路上に立ち、誠堂館に進学するための学費を稼いでいたが、実力に関しては中学時代に亘と対戦して勝利した他、ボクサーとして大きく成長した中3の勇に圧勝している。また、一見するとクールで、取っ付き難い性格に見えるが、実際は世話好きで、面倒見が良く、当初は「身の程しらず」と見下していた勇の素質を見抜くと自分が進学する予定の誠堂館を紹介したり、学費を稼ぐために自分を真似て殴られ屋をしようとしていた勇に自分は推薦を貰ったために学費を稼ぐ必要が無くなったこともあって自分が使っていた場所を譲っている。誠堂館入学後はかまいたちというアッパーで相手の頭を跳ね上げてからの左フックで顎、右フックでテンプルのコンビネーションブローを身に付けた。
角裕介（すみ ゆうすけ）
誠堂館の四天王の一人。サブマリンフックとアッパーを武器にしている。勇達ボクシング部を「同好会」と呼んで見下し、勇のことも舐め切っていたが、自身との試合で成長する彼の姿を見たことや後に剣との試合でも彼と互角に渡り合う勇を見たことでその実力や成長速度に驚愕する。
丸（まる）
誠堂館の四天王の一人。真半身スタイルと呼ばれるデトロイトスタイルに近い立ち方に常時突き出した右から強く柔らかいリストでほぼゼロレンジからマシンガンのようなジャブを出す。
団（だん）
誠堂館の四天王の一人。サンドバッグが木の葉のように宙に舞うドラゴンアッパーを武器としている。最初は勇のことを甘く見ていたが、角との試合で成長した勇の姿を見たことで彼のことを認めた。

### その他
要誠二（かなめ せいじ）
萌花の父親で、プロボクサー。娘である萌花にボクシングを教えたが、乾との試合中の事故により他界する。
萌花の母
萌花の母親。夫の死もあって当初は萌花が再びボクシングを始めることを否定しており、スタージムに通いたいと言い出した際も反対していたが、最終的には明奈とのスパーリングに懸命に打ち込む萌花の姿を見たことで再びボクシングを始めることを許可した。
勇の母
勇の母親。典型的な教育ママのように厳しく、勇が遅刻ばかりや成績が落ちつつあった際には叱ったり、模試の成績が下がった際も咎めていた。勇が無許可でボクシングを始めようとした際は反対していたが、結局は夫が勇の肩を持ったこともあって押し切られてしまう。
勇の父
勇の父親。一見は厳しいが、勇を叱ろうとした際にボクシングの練習をしていたのを反発と勘違いして叱るのをやめた上で妻にも勇をあまり注意しないようにと言ったり、勇がボクシングを始めようとした時には条件を突き付けながらも反対せずに許可するなどの優しくて愛情溢れる一面もある。勇が誠堂館に入学したいと言い出した際には反対を示し、後にそれでも勇のボクシングへの思いを知ったことで入学することを許可したが、直後に人員整理によって会社を解雇されてしまい、最終的には誠堂館への入学を諦めるようにと勇に告げる。
筧将人（かけい まさと）
サウスポーのボクサーファイター。長いリーチを活かしたフリッカー、左右の多彩なコンビネーションを武器にしている。小学生編にて萌花と全国大会で対戦し、最初は乾に諭されて試合放棄しようとした萌花をあしらうが、勇の励ましで気力を取り戻した萌花との激しい打ち合いの末に判定勝ちとなり、後に乾の判断で棄権する。
乾甲児（いぬい こうじ）
筧の専属トレーナー。かつては世界フェザー級王者のプロボクサーとして活躍していたが、萌花の父親である誠二を試合に死亡させてしまう。その後、過去の罪悪感に駆られて女子がボクシングをすることを否定するようになり、萌花や娘の雫にボクシングを辞めるように諭す。
吾妻雫（あづま しずく）
乾の娘。強気な性格で、ボクシングをやることに強く反対している父の言葉にも耳を貸さない。また、接近戦が主なファイトスタイルで、ガゼルパンチを得意技としている。全国大会の2回戦で勇と対戦し、苦戦しながらも僅差で勝利するが、後に亘に敗北した。
春日（かすが）
乃木中学校の不良の親玉。小学生編にて萌花にボクシングをやっていたと偽ることで騙して彼女を誘い、後に萌花に強く当たられたことに逆上して反撃したが、結局は返り討ちに遭う。その後は勇に復讐したが、最終的には萌花に無理をさせたくないという気持ちが強くなった勇によって返り討ちにされた。
巻哲也（まき てつや）
浅黒い肌とトンガリ頭が特徴である不良生徒。プロボクサーの兄を持ち、自身もプロを目指している。中学3年の頃に港とつるんで呉に絡んでいたところを萌花に止められてケンカになり、実力の衰えた萌花を軽くあしらったが、舐めてかかった勇によって左肩を負傷させられて敗北し、以降は勇のことは「強すぎる」と認めるようになった。その後、高校編で再登場し、勇達とは違う高校に入学しており、後に港から勇達に復讐しないかと持ちかけられたが、前述の勇との勝負の件もあって彼らに直接関わることを避けるようになり、以降は登場せずに終わる。
都祐一（みやこ ゆういち）
西田工業高校ボクシング部の部長。性格はかなり冷たくて乱暴で、東を粗大ゴミ呼ばわりしている。また、バンタム級の全国選抜に選ばれる程の実力を持っているが、追い詰められると急所へのパンチや頭突きなどの反則技を使ってくる。交流試合で勇と対戦したが、敢無く敗北した。

## 書誌情報
- 満田拓也『BUYUDEN』 小学館〈ビッグコミックス〉、全13巻

1. 2011年7月15日発売 ISBN 978-4091231789
2. 2011年12月16日発売 ISBN 978-4091233691
3. 2012年1月18日発売 ISBN 978-4091235176
4. 2012年4月18日発売 ISBN 978-4091236463
5. 2012年8月17日発売 ISBN 978-4091237927
6. 2012年10月18日発売 ISBN 978-4091238894
7. 2013年2月18日発売 ISBN 978-4091241856
8. 2013年5月17日発売 ISBN 978-4091243034
9. 2013年8月16日発売 ISBN 978-4091243621
10. 2013年10月18日発売 ISBN 978-4091244550
11. 2013年12月18日発売 ISBN 978-4091245212
12. 2014年2月18日発売 ISBN 978-4091245588
13. 2014年3月18日発売 ISBN 978-4091245854